# レオポルド (護衛駆逐艦)
|           |                                                                                              |
| 艦歴      |                                                                                              |
| 発注:     |                                                                                              |
| 起工:     | 1943年3月24日                                                                                |
| 進水:     | 1943年6月12日                                                                                |
| 就役:     | 1943年10月18日                                                                               |
| 退役:     |                                                                                              |
| その後:   | 1944年3月10日に戦没                                                                          |
| 除籍:     |                                                                                              |
| 性能諸元  |                                                                                              |
| 排水量:   | 基準：1,200トン                                                                              |
| 全長:     | 306 ft 0 in (93.27 m)                                                                        |
| 全幅:     | 36 ft 7 in (11.15 m)                                                                         |
| 吃水:     | 8 ft 7 in                                                                                    |
| 機関:     | フェアバンクス＝モース ディーゼルエンジン4基 2軸推進 6,000 shp (4.5 MW)                      |
| 最大速:   | 21ノット (39 km/h)                                                                           |
| 航続距離: | 9,100海里（12ノット時）                                                                      |
| 兵員:     | 士官8名 下士官兵201名                                                                        |
| 兵装:     | 3インチ砲3門、連装40mm機銃1基 20mm砲8基 21インチ魚雷発射管3基 ヘッジホッグ1基、爆雷軌条2基、 |

レオポルド(USS Leopold, DE-319)は、アメリカ海軍の護衛駆逐艦。エドサル級護衛駆逐艦の1隻。艦名は真珠湾攻撃時、戦艦アリゾナ (USS Arizona, BB-39) で戦死したロバート・ローレンス・レオポルド少尉に因む。
第二次世界大戦でアメリカ海軍の中で沈没した際の戦没者が一番多い護衛駆逐艦である。

## 艦歴
レオポルドは1943年3月24日にテキサス州オレンジのコンソリデイティッド鉄鋼会社で起工する。1943年6月12日にヘレン・S・レオポルド（レオポルド少尉の妹）によって進水し、1943年10月18日に艦長ケネス・C・フィリップス少佐の指揮下就役する。
ガルベストンでの砲撃試験後、レオポルドはニューオーリンズを出港する。11月7日にバミューダのグレート・サウンドに移動し公試を始める。12月9日にサウスカロライナ州チャールストンを離れ、11日間の整調後信頼性試験を行う。
士官および核となる乗組員に対するチェサピーク湾での4日間の訓練演習後、レオポルドは1943年12月24日にシンブル水道を離れ、第61任務部隊の1艦として、地中海に向かう UGS-68 船団の護衛を行う。12月30日にレオポルドは船団の後方で、輸送船から転落した水兵の捜索を行う。海は暗くかなり荒れていたため、水兵が救命胴衣を装着していなければ発見できる見込みはほとんど無かった。45分後、捜索は中止された。船団は1月10日にジブラルタルに到着し、護衛任務はイギリス軍に引き継がれた。レオポルドは11日にカサブランカで停泊した。13日にレオポルドはジブラルタル海峡の大西洋側で対潜哨戒を開始する。任務部隊はUボートの地中海侵入を防ぐ陣形を形成した。15日にジブラルタルで停泊し、翌16日には GUS-27 船団の落伍艦を支援するため湾内に進む。2月1日の北西からの暴風は船団を分散させ、落伍艦を集合させるため多くの時間が費やされた。レオポルドは2月4日にニューヨークに到着し、ニューヨーク海軍工廠で10日間の検査が行われた。2月14日から27日までレオポルドは第22護衛部隊の僚艦と共にメイン州カスコ湾で訓練演習を行う。
レオポルドは3月1日にニューヨークを出航し、2度目の航海を始める。第22護衛部隊の1艦として、27隻から成る CU-16 船団をイギリスまで護衛する。3月8日、航路上に敵潜水艦を探知し、船団のルートは変更された。9日、アイスランド南方でレオポルドは19:50に8,000ヤードの距離でレーダーに反応を探知する。レーダー反応は船団から7マイルの距離にあり、北緯57度37分0秒 西経26度30分0秒 / 北緯57.61667度 西経26.50000度の位置にあった。レオポルドはジョイス (USS Joyce, DE-317) と共に、敵の迎撃を命じられた。目視による砲撃が行われ、砲員は火炎による明かりで潜水艦を観測しようと努めた。砲撃が行われた時点でUボートはほとんど潜水し、目視は困難な状態であった。レオポルドはU255による音響魚雷の直撃を受け大破、遺棄された。
ジョイスは戦闘後28名の生存者を救助した。171名が艦の爆発もしくは海中で溺れ死亡した。レオポルドの船体は翌朝まで浮かんでいたが、その後アイスランド南方で沈没した。